# Pêche au Maroc

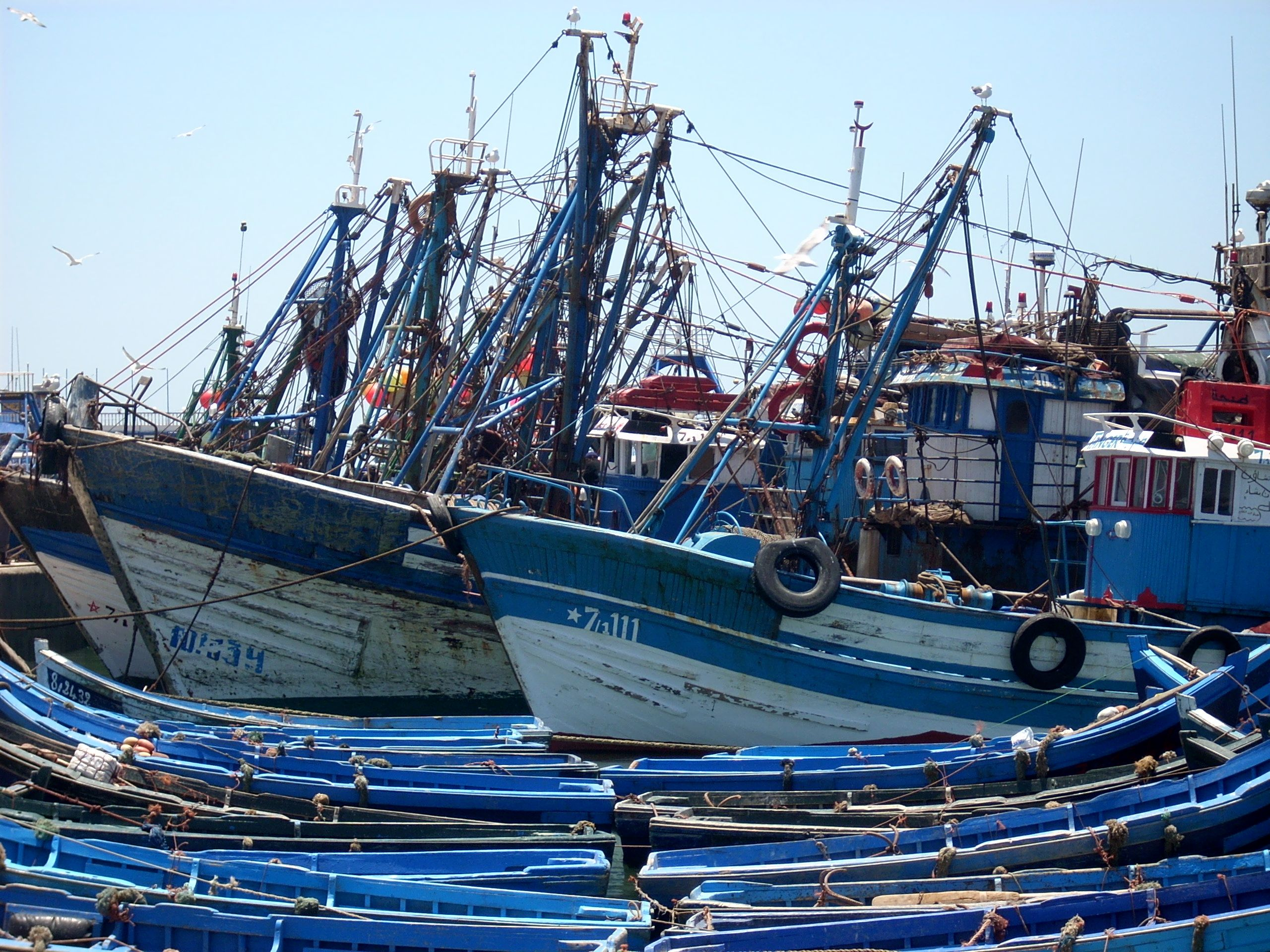
Port de pêche d'Essaouira au Maroc.

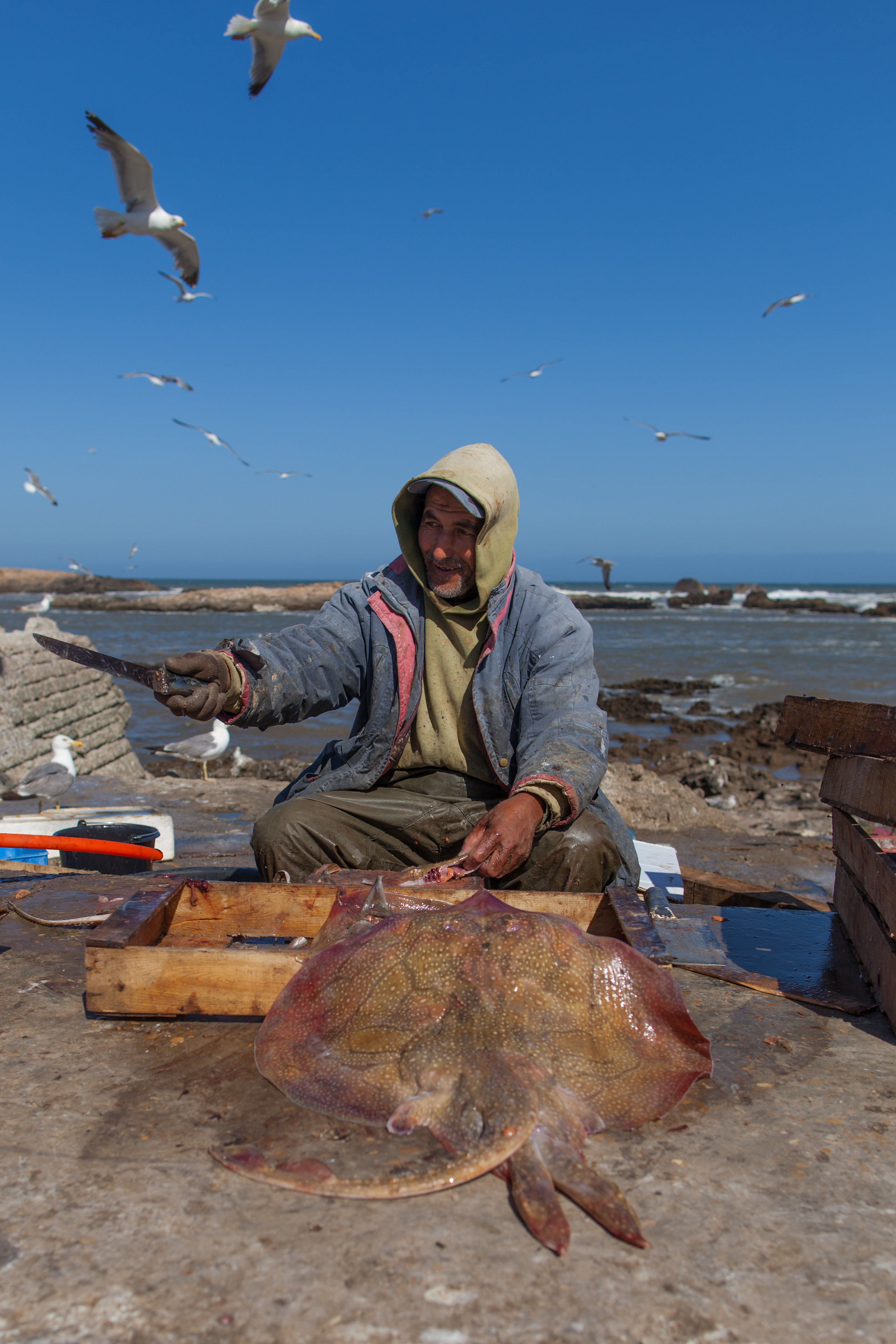
Un pêcheur au retour de la pêche en mer sur le port d'Essaouira

La pêche au Maroc est un des plus importants secteurs d'activité du pays. Il existe une flotte de 449 unités et d'une capacité globale de 144812 tonneaux de jauge brute (TJB) destinées à la pêche hauturière. On compte aussi 2544 unités de la pêche côtière avec 114 985 TJB et 15428 embarcations artisanales. La production nationale des produits de la mer atteint 890 756 tonnes en 2007, ce qui fait du Maroc l'un des plus importants producteurs et exportateurs de poissons en Afrique et dans le monde arabe.

## Flotte et impact économique
La flotte contient plus de 3 000 navires et une large infrastructure portuaire. La pêche maritime génère une production annuelle de plus d’un million de tonnes, place le Maroc au premier rang des producteurs africains et au 25e à l’échelle mondiale. Cette production est assurée à hauteur de 15 % par une flotte constituée de 450 navires hauturiers, 85 % par 2550 bateaux de pêche côtière et 20 000 barques artisanales et 2 % par d’autres activités.
80 % des débarquements de la pêche côtière et artisanale sont destinés à l’approvisionnement de l’industrie de traitement des produits de la mer au nombre de 305 unités à terre, 20 % fournissent le marché local de la consommation. La totalité du poisson pêché transite par les halles situées dans les ports marocains.
La pêche maritime marocaine capture actuellement en moyenne 1 000 000 tonnes de poissons par an, dont 85 % par la pêche côtière et 15 % par la pêche hauturière. A titre indicatif, les prises ont largement doublé en 15 ans, passant de 346 000 tonnes en 1985 à 765 000 tonnes en 2000. Les débarquements des produits de la pêche côtière et artisanale se sont élevés à plus de 5,20 milliards de dirhams (MMDH) à fin novembre 2014, soit 1 167 194 tonnes, enregistrant ainsi une hausse de 10 % en termes de poids et 7 % en valeur par rapport à la même période de l'année précédente.
Principalement dans les ports de pêche : Agadir, Tan-Tan, Essaouira, Safi, El Jadida, Casablanca, Mohammédia, Rabat, Kénitra, Larache, Tanger, El Hoceima, Nador, Laâyoune et Dakhla.

## Emploi et Travail

### Conditions
Pour pouvoir travailler dans le secteur de pêche au Maroc, il faut avoir un âge minimum de 18 ans. En effet, le code du travail marocain limite l'emploi des mineurs de 15 ans et soumet ceux de moins de 18 ans à une autorisation préalable de l'inspection du travail et du secteur. De plus, Les principaux ports marocains exigent le passage par un examen médical, un examen d'embauche, des examens périodiques, des examens de reprise de travail et ainsi les examens spontanés et les examens complémentaires.
Les instituts de technologies et centres de formation de pêche maritime se trouvent à Al Hoceima, Larache, Agadir, Tan-Tan et d'autres villes côtières

### Contrats et Sécurité
Le secteur de la pêche emploie 139 000 marins actifs dont 65 000 pour la pêche côtière et hauturière et 74000 marins actifs dans la pêche artisanale. les pêcheurs hauturiers et côtiers sont liés à des armateurs par un contrat écrit d'une durée déterminée, répondant aux dispositions des articles 168 et 169 du code de commerce maritime. Ils tirent leurs revenus d'un salaire mensuel augmenté d'une prime sur la capture. Contrairement aux pêcheurs du secteur artisanal qui sont liés à leurs armateurs par des contrats informels. Par ailleurs, la sécurité sociale couvre les salariés du secteur privé et ceux du secteur public. Elle couvre la maternité, l'invalidité, la vieillesse, le décès, et octroie lds prestations familiales. Cependant, les pêcheurs marins du secteur artisanal ne bénéficient pas de la couverture sociale.

## Coopération avec l'étranger

### Accord avec l'Union européenne
Le ministère de pêche maritime a signé des accords de pêche avec l’Union européenne pour pouvoir bien exploiter la richesse et développer la flotte avec une obligation pour le débarquement des prises de poissons dans les ports marocaine ainsi qu'un renforcement des contrôles en vue d'un meilleur suivi de l'évolution du stock marin; de plus l'Union européenne s'est engagée pour verser une compensation financière très intéressante.
En ce qui concerne la coopération avec l'Espagne, elle concerne la réalisation de projets et d'études diverses en matière de recherche scientifique, de formation au profit des cadres marocains, de sauvetage maritime et de pêche expérimentale en eaux profondes au moyen d'un navire de recherche espagnol.
Pour la Norvège, des campagnes concernant les ressources halieutiques sont menées conjointement entre les instituts de recherche des deux pays pour le suivi des ressources pélagiques nationales

### Accord avec la Russie
Après l'ancien accord qui avait duré trois ans, entre 1995 et 1998, le Maroc, représenté par Aziz Akhannouch, ministre de l'Agriculture et de la pêche maritime, vient de signer un nouvel accord de pêche avec la fédération de Russie, le jeudi 3 juin. Un partenariat plus avantageux que l'ancien puisque la contrepartie financière attendue est non seulement supérieure, dans l'absolu, mais également en termes relatifs, le quota annuel à pêcher devant être réduit de 50 %.
Concrètement, il s'agira d'autoriser des navires à pêcher dans les eaux marocaines pendant deux ans au lieu de trois. Ils pourront opérer dans la zone atlantique Sud, comprise entre Boujdour et Lagouira -dite Stock C- en vue de capturer des petits pélagiques (sardines, anchois et chinchards), en conformité avec les dispositions du plan national d'aménagement de la pêcherie de cette catégorie de poissons. Le Royaume devrait  bénéficier d'une contrepartie financière supérieure à celle de l'ancien accord, grâce à la révision à la hausse de 45 % des prix de référence. Nouveauté, en plus de ces encaissements, il est prévu que l'État russe s'acquitte également d'une compensation financière.
Tout aussi important, pour éviter les abus du passé, il a été prévu dans l'accord un suivi des navires par satellite, l'embarquement d'observateurs scientifiques et la tenue d‘un journal de bord, accompagnée d'une transmission des déclarations. Des mesures qui devraient réduire le risque de transbordement en mer.
Côté scientifique, les deux parties sont convenues de l'octroi de bourses d'études aux étudiants marocains dans les établissements russes et l'organisation de campagnes de prospection par des navires de recherche russes pour l'évaluation de l'état de la ressource.

### Partenariat avec le Japon
Une coopération avec le Japon a permis au Maroc de bénéficier de la technologie japonaise, d'ouvrir des établissements de formation très modernes en matière de pêche maritime et d'enrichir l'économie de pêche par l'exportation des céphalopodes marocains surtout, le Japon restant le premier importateur de cette richesse marine.
Dans le cadre de cette coopération Maroc-Japon, le secteur de la pêche maritime a bénéficié de plusieurs aides de la JICA qui ont concerné l'aménagement de quatre  villages de pêcheurs, la création et l'équipement de deux établissements de formation maritime, l'acquisition de deux navires de recherche et d'unités mobiles dans le cadre du programme de vulgarisation au profit des pêcheurs artisans.

### Coopération avec les pays africains
Le Maroc accorde une grande importance à la coopération halieutique avec l’Afrique de l’Ouest. Dans ce sens, la majorité des conventions de coopération sont établies avec des pays africains, à savoir, le Sénégal, le Gabon, la Guinée, la Guinée équatoriale, le Congo, le Congo démocratique, la Côte d’Ivoire, le Nigeria, le Ghana, l’Angola et le Cap-Vert.
Dans le cadre de ces conventions, les pays africains bénéficient de plusieurs opportunités de coopération halieutique. Aussi, le Maroc est la destination la plus prisée pour la formation maritime pour la qualité de l’enseignement maritime dispensée dans les établissements marocains spécialisés et l’adaptation de la formation au contexte local.
Les pays signataires de ces accords et conventions bénéficient également de l’expertise marocaine dans les domaines de la recherche scientifique et technique, la valorisation des produits de la mer, la normalisation et le contrôle de qualité, la surveillance et le contrôle des activités de pêche.

### Coopération avec les pays arabes et islamiques
Le Maroc a établi quatre conventions de coopération bilatérale en matière de pêches maritimes avec des pays arabes et islamiques, à savoir la Mauritanie, la Tunisie, l'Égypte, le Yémen, la Libye et l’Iran.

## Les pêcheries
Le littoral marocain est actuellement divisé en 4 zones s'étendant sur 3500 km : la zone méditerranéenne, la zone atlantique nord, la zone atlantique centrale et la zone atlantique sud. Toutefois, malgré les efforts déployés par le secteur de la pêche maritime, la gestion des pêcheries connaît encore un certain nombre de dysfonctionnements, ce qui entraîne une surexploitation de plusieurs stocks au-delà du rendement maximal durable, les rendant ainsi vulnérables à l’épuisement.
Ces risques concernent particulièrement les espèces à plus forte valeur ajoutée, notamment l’espadon, le pageot rose et le merlu blanc en Méditerranée, ainsi que le courbine, les sparidés, la dorade rose et la crevette rose dans l’océan Atlantique.
Des plans d’aménagement ont été mis en place pour créer des pêcheries à vocation commerciale, portant sur les petits pélagiques, le poulpe, la crevette, les grands crustacés, le merlu, le requin, l’espadon, et les ressources côtières (telles que les algues marines, le corail rouge, l’oursin et certains coquillages comme l’huître, les coquillages marins, le couteau de mer).
D'autres plans d’aménagement ont été élaborés concernant les aires marines protégées à des fins de pêche : les zones interdites à la pêche au filet, les zones de récifs artificiels et les réserves marines.
La majorité des céphalopodes se concentre dans la zone sud de l’océan Atlantique, et sont généralement exploités dans la zone allant du Cap Boujdour jusqu’au Cap Blanc (Lagouira), avec le poulpe représentant 63 % de ces captures.
En 2010, un programme a été mis en œuvre pour interdire l’utilisation des filets dérivants flottants, qui constituaient un danger important pour la biodiversité marine. Ce programme a concerné 260 navires éligibles.